# Neustadt in Sachsen
Neustadt in Sachsen är en stad i Landkreis Sächsische Schweiz-Osterzgebirge i förbundslandet Sachsen i Tyskland. Staden har cirka 12 000 invånare.